# Otto Joschko
Otto Joschko (* 29. November 1901 in Wilsdruff; † 3. Dezember 1971) war ein deutscher Politiker und ehemaliger Landtagsabgeordneter (SPD).

## Leben und Beruf
Nach dem Besuch der Volksschule war er Bürogehilfe, Disponent und kaufmännischer Angestellter.
Der SPD gehörte Joschko seit 1924 an. Er war in verschiedenen Parteigremien vertreten. Er war Mitglied der Gewerkschaft IG Bergbau und Energie. 
In Bottrop wurde die Otto-Joschko-Straße nach ihm benannt.

## Abgeordneter
Vom 24. Juli 1966 bis 25. Juli 1970 war Joschko Mitglied des Landtags des Landes Nordrhein-Westfalen. Er wurde im Wahlkreis 098 Bottrop direkt gewählt. 
Von 1932 bis 1933 war er Stadtverordneter in Ratibor. Dem Gemeinderat der Stadt Bottrop gehörte er von 1948 bis 1971 an und war hier von 1956 bis 1971 Bürgermeister.